# 托尔·弗雷特海姆
托尔·弗雷特海姆（挪威語：Tor Fretheim，1946年5月13日—2018年12月9日），挪威记者、儿童文学作家。他的处女作是1982年的Markus kjenner ikke Supermann。1986年，他凭借作品Englene stanser ved Eventyrbrua获得挪威评论家最佳儿童书籍奖。